# جان فرانکلین
دریابان سر جان فرانکلین (انگلیسی: John Franklin; ۱۶ آوریل ۱۷۸۶ – ۱۱ ژوئن ۱۸۴۷) سیاست‌مدار، افسر نیروی دریایی و کاشف سرشناس اهل بریتانیا بود. وی به دنبال کشف یک راه جدید برای رسیدن به آلاسکا از طریق گذرگاه‌های قطبی شمال کانادا بود.
وی در سال ۱۸۴۵ به همراه خدمه‌اش، گرین‌هایت در انگلستان را به مقصد قطب شمال ترک کرد ولی این سفر هیچ‌گاه به سرانجام نرسید. دو کشتی کاپیتان فرانکلین به دلیل یخبندان در نزدیکی جزیره کینگ‌ویلیام مفقود و تمام سرنشینان آن ناپدید شدند.
وی همچنین برندهٔ جوایزی همچون همکار انجمن سلطنتی شده‌است.